# Ary (ur. 1919)
Ary, właśc. Ary Nogueira César (ur. 13 kwietnia 1919 w Kurytybie) – piłkarz brazylijski, występujący podczas kariery na pozycji bramkarza.

## Kariera klubowa
Karierę piłkarską Ary zaczął w Coritiba FBC w 1939 roku i grał w nim do 1941 roku. Z Coritibą dwukrotnie zdobył mistrzostwo stanu Parana – Campeonato Paranaense w 1939 i 1941 roku. W 1942 roku przeszedł do Botafogo FR, w którym grał przez 8 lat. Podczas tego okresu Ary wygrał z Botafogo mistrzostwo stanu Rio de Janeiro – Campeonato Carioca w: 1948 roku.
W 1950 wyjechał do Kolumbii Millonarios FC. Z Millionarios dwukrotnie zdobył mistrzostwo Kolumbii w 1951 i 1952 roku. Po powrocie do Brazylii grał w klubie Bonsucesso Rio de Janeiro, w którym zakończył karierę w 1954 roku.

## Kariera reprezentacyjna
W reprezentacji Brazylii Ary zadebiutował 20 grudnia 1945 w meczu z reprezentacją Argentyny podczas meczu o Copa Julio Roca 1945, który Brazylia wygrała.
W 1946 roku Ary uczestniczył w turnieju Copa América, na którym Brazylia zajęła drugie miejsce. Na tym turnieju Ary wystąpił w czterech meczach z Boliwią, Urugwajem, Paragwajem oraz Chile.
Mecz z reprezentacją Chile był ostatnim w reprezentacji. Ogółem w latach 1945–1946 Ary wystąpił w barwach canarinhos w ośmiu meczach.